# Kent Kirk
Pour les articles homonymes, voir Kirk.
Kent Kirk, né le 26 août 1948 à Esbjerg (Danemark), est un homme politique danois membre du Parti populaire conservateur (KF), ancien ministre et ancien député au Parlement (le Folketing).

### Sources
- (da) Cet article est partiellement ou en totalité issu de l’article de Wikipédia en danois intitulé « Kent Kirk » (voir la liste des auteurs).